# Vladimír Dravecký (2007)
Vladimír Dravecký (* 19. prosince 2007, Manchester) je český hokejový obránce slovenského původu.

## Hráčská kariéra
Vladimír Dravecký mladší se narodil v americkém městě Manchester, jeho otec hrál v nižší zámořské soutěži v týmu Manchester Monarchs. S hokejem začínal v HC Oceláři Třinec, kde rovněž působil jeho otec. Narozen v Americe a rodina ze Slovenska umožňovalo Vladimíru Draveckému vlastnit dvoje občanství, reprezentoval mládež výběru Slovenska. Sezonu 2023/2024 odehrál v mládežnickém projektu slovenské reprezentace do 18 let hrající v juniorské soutěži a seniorské soutěži 1. ligy. Sezonu dohrál v celku HC Košice ve slovenské nejvyšší soutěži Tipos extraligy. V Tipos extralize vstřelil první branku v seniorské soutěži, v ten den mu bylo přesně 15 let, 10 měsíců a 12 dní. V červenci 2024 získal české občanství, ze strany Slovenska cítil o své služby takřka nulový zájem, rozhodl se reprezentovat Česko. Trenér české osmnáctky David Čermák mohl nominovat Vladimíra Draveckého na turnaj Hlinka Gretzky Cup 2024, kde čeští hokejisté vybojovali stříbrné medaile. V šestnácti letech je považován za velkého talenta a je příslibem pro umístění v draftu NHL 2026. Pro svůj rozvoj v kariéře se přesunul do Skandinávie k týmu Rögle BK.

## Klubová statistika
| Sezóna        | Klub                          | Soutěž        |    | Základní část | Základní část | Základní část | Základní část | Základní část |   | Play off | Play off | Play off | Play off | Play off |
| Sezóna        | Klub                          | Soutěž        | Z  | G             | A             | B             | TM            | Z             | G | A        | B        | TM       |          |          |
| 2021-22       | HC Oceláři Třinec dorost      | ČHL-17        | 13 | 0             | 6             | 6             | 2             | 5             | 1 | 0        | 1        | 0        |          |          |
| 2022-23       | HC Oceláři Třinec dorost      | ČHL-17        | 29 | 2             | 16            | 18            | 4             | 14            | 1 | 9        | 10       | 2        |          |          |
| 2023-24       | Slovenská reprezentace dorost | SHL-20        | 7  | 1             | 5             | 6             | 2             | —             | — | —        | —        | —        |          |          |
| 2023-24       | Slovenská reprezentace dorost | 1.SHL         | 15 | 0             | 2             | 2             | 2             | —             | — | —        | —        | —        |          |          |
| 2023-24       | HC Košice junior              | SHL-20        | 3  | 2             | 4             | 6             | 0             | —             | — | —        | —        | —        |          |          |
| 2023-24       | HC Košice                     | SHL           | 16 | 1             | 2             | 3             | 2             | 4             | 0 | 0        | 0        | 0        |          |          |
| Celkem ve SHL | Celkem ve SHL                 | Celkem ve SHL | 16 | 1             | 2             | 3             | 2             | 4             | 0 | 0        | 0        | 0        |          |          |

## Reprezentace
| Rok                       | Tým                       | Soutěž                    | Z | G | A | B | TM |
| ------------------------- | ------------------------- | ------------------------- | - | - | - | - | -- |
| 2024                      | Česko 18                  | HGC-18                    | 5 | 0 | 3 | 3 | 0  |
| Juniorská kariéra celkově | Juniorská kariéra celkově | Juniorská kariéra celkově | 5 | 0 | 3 | 3 | 0  |